# Маленька Німеччина
Маленька Німеччина (англ. Little Germany) — відома німецькою мовою як Kleindeutschland і Deutschländle, а сучасні не-німці називали її Dutchtown, була районом німецьких іммігрантів у Нижньому Іст-Сайді та Іст-Віллиджі на Мангеттені в Нью-Йорку. Демографія району почала змінюватися наприкінці 19 століття, коли тут оселилися ненімецькі іммігранти. Неухильне зменшення кількості німців серед населення прискорилося в 1904 році, коли катастрофа пароплава Генерала Слокума знищила соціальне ядро населення, забравши понад 1000 життів.